# Nicolas-Roland Payen

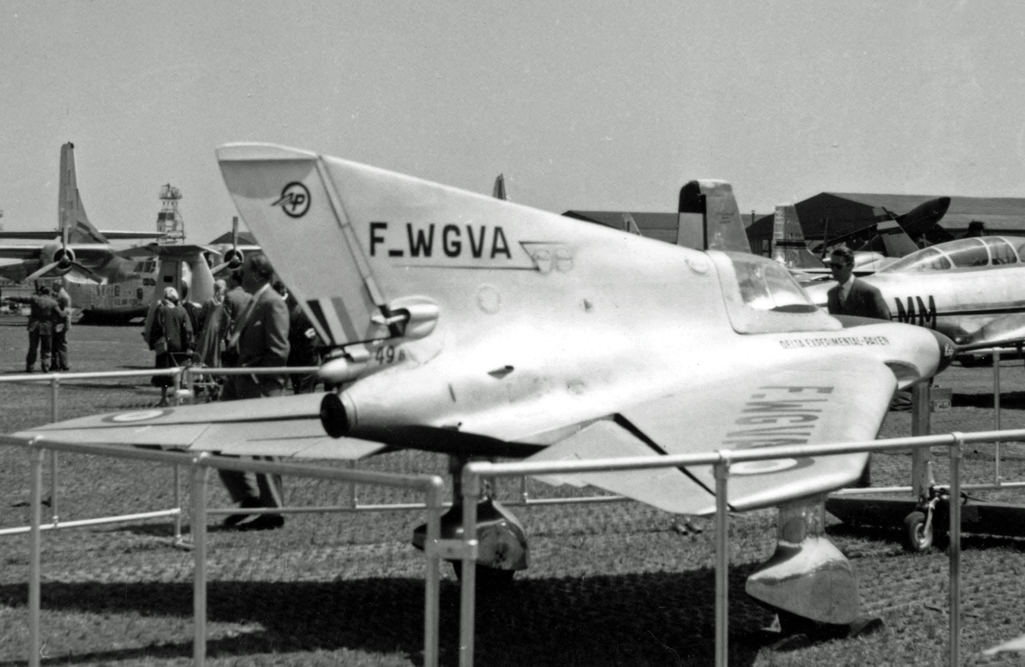
PA-49 in Le Bourget

Nicolas-Roland Payen (* 2. Februar 1914 in Athis-Mons, Frankreich; † 15. Dezember 2004) war ein französischer Luftfahrtpionier und einer der Erfinder des Deltaflügels. Payen interessierte sich vornehmlich für schwanzlose oder Tandem-Entwürfe.
Payen hat bereits 1928 sein erstes Flugzeug entworfen. 1931 meldete er zusammen mit seinem Freund Robert Sauvage ein Patent auf dreieckförmige Flugzeugtragflächen in Form des griechischen Buchstaben Delta an. Die Auslegung des Experimentalflugzeuges Pa 22 basierte auf einem unorthodoxen Tandemflügelkonzept, wobei die hinteren Tragflächen als stark gepfeilte Deltaflügel ausgebildet waren. Payen hat zirka 250 Luftfahrzeuge entworfen.
Er starb im Alter von 90 Jahren.

## Einige von Payens Entwürfen

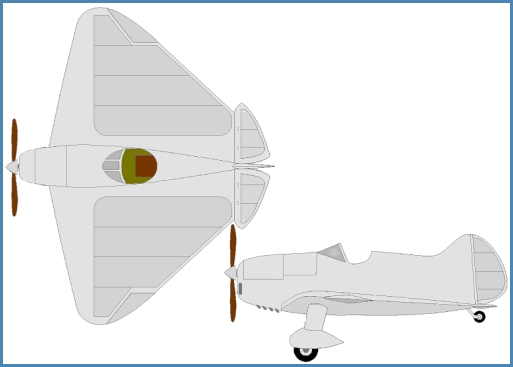
Pa10a 1935
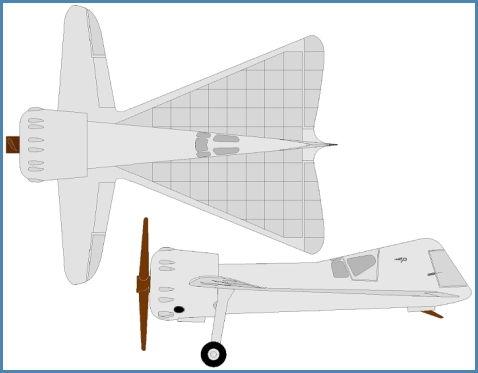
Pa101 1935
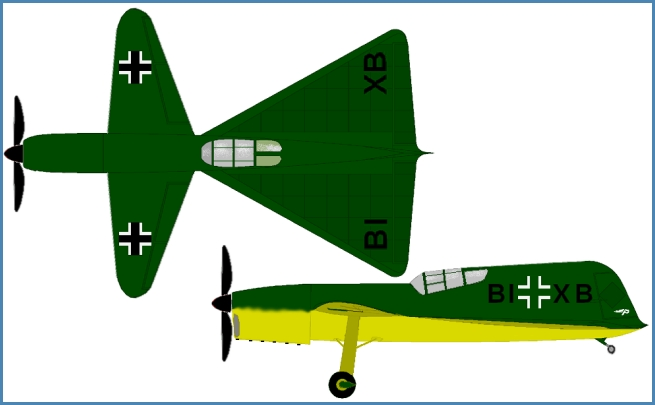
Payen Pa 22  1940
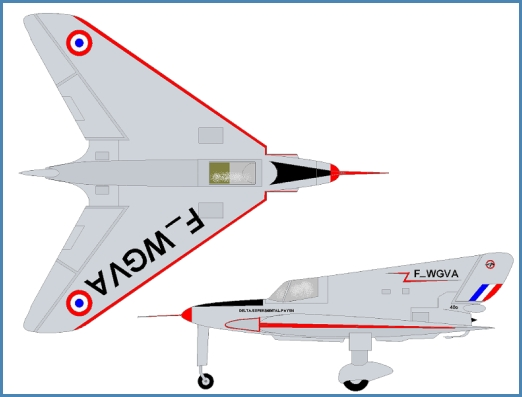
Pa 49 1953
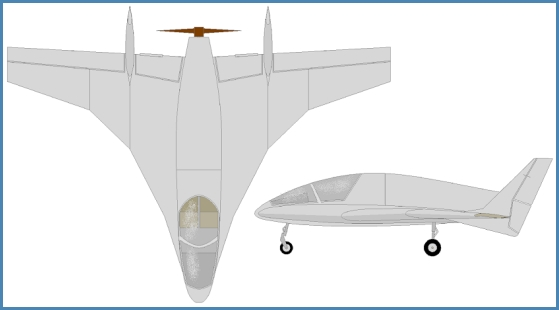
Pa 61 1956

| Personendaten    | Personendaten                                                |
| ---------------- | ------------------------------------------------------------ |
| NAME             | Payen, Nicolas-Roland                                        |
| KURZBESCHREIBUNG | französischer Luftfahrtpionier und Erfinder des Deltaflügels |
| GEBURTSDATUM     | 2. Februar 1914                                              |
| GEBURTSORT       | Athis-Mons, Frankreich                                       |
| STERBEDATUM      | 15. Dezember 2004                                            |